# Sarah Jamieson
Sarah Jamieson (ur. 24 marca 1975 w Perth) – australijska lekkoatletka, specjalizująca się w biegu na 1500 metrów.

## Osiągnięcia
- srebro Igrzysk Wspólnoty Narodów (Melbourne 2006)
- 3. miejsce w Pucharze świata (Ateny 2006)
- 2. miejsce podczas Światowego Finału IAAF (Stuttgart 2007)

Jamieson trzykrotnie brała udział w Igrzyskach olimpijskich (Sydney 2000, Ateny 2004 oraz Pekin 2008), jednak ani razu nie awansowała do biegu finałowego.

## Rekordy życiowe
- Bieg na 800 metrów - 2:02,81  (1999)
- Bieg na 1000 metrów - 2:40,35 (2000)
- Bieg na 1500 metrów - 4:00,93 (2006) rekord Australii i Oceanii
- Bieg na milę - 4:23,40 (2007)
- Bieg na 3000 metrów - 8:48,41 (2007)
- Bieg na 5000 metrów - 15:02,90 (2006)
- Bieg na 1500 metrów (hala) - 4:11,08 (2009) były rekord Australii i Oceanii
- Bieg na milę (hala) - 4:28,03 (2007)